# بيرالقير (بالغلو)
بیرالقیر (بالفارسية: پیرالقیر) هي قرية تقع في إيران في أردبيل. يقدر عدد سكانها بـ 315 نسمة بحسب إحصاء 2016.